# Пермський метрополітен
З 1970-х років передбачалося будівництво метрополітену у місті Перм. До 1991 ріку було створено техніко-економічне обґрунтування, велося проектування, було виконано певний обсяг підготовчих робіт. Пізніше, у зв'язку із важким економічним становищем, плани будівництва метрополітену були відкладені. У 2001 році Перм була включена у Федеральну програму будівництва та розвитку метрополітену. Почати робоче проектування і створення будівельного зачину передбачалося у 2005 році, власне будівництво — через кілька років, а здати першу пускову ділянку — в 2015—2020 роках. Однак у зв'язку із відсутністю фінансування заплановані роботи не розпочато і розраховувати на їх початок в найближчому майбутньому не доводиться.
У 2004 році як швидкісний позавуличний транспорт у систему міського транспорту був включений міський електропоїзд.
З 2006 року, згідно з останнім рішенням міської адміністрації та проектом нового генерального плану міста, зручнішим швидкісним позавуличним транспортом передбачається створення до 2020 року ліній легкого метро.